# Dirleton Castle
Dirleton Castle ist eine Burgruine in der schottischen Ortschaft Dirleton in der Council Area East Lothian. 1971 wurde das Bauwerk in die schottischen Denkmallisten in der höchsten Kategorie A aufgenommen, die Anlage ist als Scheduled Monument klassifiziert und die zugehörigen Gärten sind im schottischen Register für Landschaftsgärten verzeichnet.

## Lage
Die Burg liegt auf einem kleinen Felssporn am östlichen Ende einer niedrigen Hügelkette. Durch die erhöhte Lage konnte die von Edinburgh entlang der Küste führende Handelsroute gut kontrolliert werden.

## Geschichte
Im frühen 12. Jahrhundert gelangte die Baronie Dirleton, die sich bis an den Firth of Forth erstreckte, in den Besitz von William de Vaux. Die Familie de Vaux ließ am Standort eine hölzerne Festung errichten. Wahrscheinlich im 13. Jahrhundert wurde diese durch die Keimzelle des heutigen Dirleton Castle ersetzt. Der zum Bau benötigte Stein entstammte einem Steinbruch im nahegelegenen Gullane. Truppen des englischen Königs Eduard I. stürmten die Burg im Jahre 1298 und besetzen sie. In dieser Zeit wurden verschiedene Erweiterungen hinzugefügt. Erst 1311 eroberten Truppen Robert the Bruce’ die Festung zurück und rissen die Erweiterungen teilweise nieder. Dirleton Castle ging an die Familie de Vaux zurück. Zu Zeiten David II. heiratete John Halyburton die Tochter des Hauses de Vaux und Dirleton Castle ging in den Besitz der Familie Halyburton über.
Während der Revolte gegen König David II. im Jahre 1363 eroberte William Douglas, 1. Earl of Douglas die Festung. Nach der Rückeroberung durch die Halyburtons wurde die Anlage umfassend ausgebaut und verstärkt. Die Arbeiten zogen sich bis ins 15. Jahrhundert hin. So stellte der schottische König Jakob IV. während eines Besuchs finanzielle Mittel zur Erweiterung von Dirleton Castle zur Verfügung. Die Halyburtons gewannen zunehmend an Einfluss und Sir Walter Haliburton wurde als Lord High Treasurer of Scotland installiert. Sein Sohn John Haliburton wurde 1450 als Lord Haliburton of Dirleton zum Peer erhoben. Nachdem Patrick Haliburton, 5. Lord Haliburton of Dirleton keine männlichen Nachkommen hatte, fiel der Titel an dessen Tochter Janet, die um 1515 William Ruthven, 2. Lord Ruthven, den Provost von Perth, heiratete, womit die Ära der Halyburtons auf Dirleton Castle endete.
Ihr Sohn Patrick Ruthven, 3. Lord Ruthven erbte Dirleton Castle. Er war verstrickt in die Verschwörung zum Mord an David Rizzio am schottischen Königshof. William, der vierte Lord Ruthven wurde 1581 zum ersten Earl of Gowrie erhoben. Er war Anführer der Paktierer, die König Jakob VI. entführten und festsetzten (Ruthven Raid). Nachdem Ruthvens Pläne zur Eroberung von Stirling Castle aufgeflogen waren, wurde er verurteilt und enthauptet. Seine Witwe Lady Dorothea gab Dirleton Castle zunächst auf, woraufhin der König die Anlage in die Obhut von James Hamilton, 3. Earl of Arran gab. Noch vor Jahresende erhielt Lady Dorothea die Burg jedoch zurück. Nachdem zwei ihrer Söhne im Zuge der „Gowrie-Verschwörung“ gehenkt wurden, wurden der Familie sämtliche Besitztümer und Ämter entzogen. Dirleton Castle fiel an Thomas Erskine, 1. Earl of Kellie. Lady Gowrie wurde jedoch ein Wohnrecht auf der Burg zugesprochen.
Sein Sohn Thomas Erskine, 2. Earl of Kellie veräußerte das Anwesen und es gelangte schließlich in den Besitz von James Maxwell, den späteren ersten und einzigen Earl of Dirletoun. 1650 eroberten Truppen Oliver Cromwells Dirleton Castle und nutzten es kurze Zeit als Lazarett. 1663 wurde die Burg an John Nisbet, Lord Dirleton verkauft. Dieser ließ im selben Jahr das nahegelegene Herrenhaus Archerfield House für sich erbauen. Dirleton Castle wurde aufgegeben und in weiblicher Linie vererbt. Einzig die Parks und Gärten wurden weiter genutzt und gepflegt. Heute gehört die Ruine dem National Trust for Scotland und wird von Historic Scotland gepflegt. 2019 wurde Dirleton Castle von rund 32.000 Personen besucht.

## Architektur

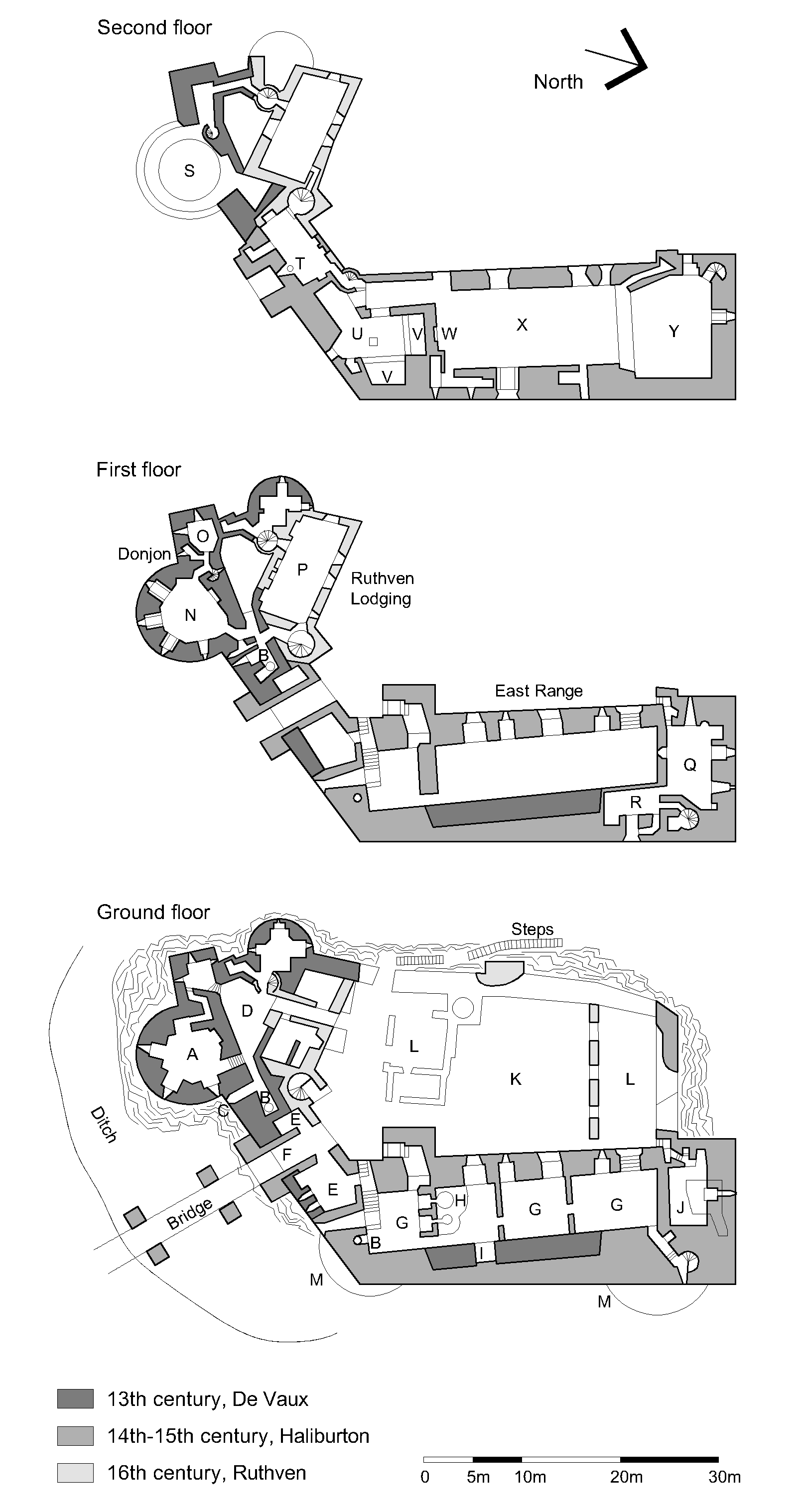
Rekonstruierte Grundrisse der Burg im 16. Jh.
Erdgeschoss (Ground Floor):
A Küche. B Brunnen. C Nebeneingang. D Innerer Hof. E Wachstube. F Haupteingang. G Keller. H Backöfen. I Vermauerter Nebeneingang. J Kerker. K Hof. L Zerstörte Nebengebäude. M Turmfundamente aus dem 13. Jahrhundert.
Erster Stock (First Floor):
N Halle des Burgherren. O Schlafraum des Burgherren. P Speisesaal. Q Kapelle. R Wohnraum des Kaplans.
Zweiter Stock (Second Floor):
S Kanonenstellung. T Murder hole. U Küche. V Feuerstelle. W Anrichte. X Große Halle. Y Wohnraum des Burgherren.

Die Burganlage folgt den Grenzen des Felssporns und ist dadurch als verzerrtes Rechteck angelegt. Im Südwesten stehen heute die ältesten Teile mit einem Zentralturm aus dem 13. Jahrhundert, im Süden und Osten schließen sich Toranlage und die umfangreichen Bauten der Halyburtons an. Ein Wohnhaus der Ruthvens wurde auf der Westseite an die ältesten Festungsteile angebaut. Die restliche Westseite und die Nordseite bestanden ursprünglich aus Mauern. Das Haupttor liegt auf der Südseite der Anlage, wo sie zusätzlich durch einen Burggraben geschützt war. Der Südwestliche Teil ist am besten erhalten, vom Ostteil haben sich nur die unteren Geschosse erhalten, im Hof gibt es einige Grundmauern von kleineren Nebengebäuden.
Die erhaltenen Reste der ältesten Teile gruppieren sich um den Rundturm im Südwesten. Fundamante von zwei weiteren Rundtürmen aus dem 13. Jahrhundert liegen an der Ostseite der Festung, sind aber durch die neueren Gebäude überbaut. Der Plan der ältesten Teile ist wahrscheinlich durch Burg Coucy beeinflusst worden, in deren Nähe John de Vaux zeitweise den Posten als Verwalter eines adligen Haushaltes wahrnahm. Der große Rundturm hat mehrere Stockwerke, in denen sich noch aufwendiges und gut erhaltenes Mauerwerk aus der Bauzeit findet. So gibt es im Kellergeschoss eine komplexe Gewölbedecke und einen dekorierten Kamin. Im ersten Stock gibt es ausgearbeitete Fensternischen mit Sitzbänken und ebenfalls eine hohe aufwendig gestaltete Decke. Von der Ausstattung der weiteren Räume im alten Teil hat sich kaum etwas erhalten.
Das Torhaus und der Ostflügel haben ältere Teile ersetzt. Für ihren Bau wurden teilweise Steinblöcke der Vorgänger und alte Fundamente verwendet. Das Torhaus war über eine Zugbrücke erreichbar und mit Fallgattern ausgestattet. Am ganzen Ostflügel zeigt sich an der außergewöhnliche Dicke der Ostmauer, dass er als integraler Bestandteil der Burg errichtet wurde. Das Kellergeschoss wurde teilweise in den soliden Fels eingearbeitet und für eine Bäckerei und Vorratsräume genutzt. Im ersten Stock gab es eine großzügige Küche und daran angrenzend die Haupthalle, einige Räume für den Burgherren und die Kapelle. Der ursprüngliche Zustand der oberen Teile des Ostflügels lässt sich nur schwer rekonstruieren.
Der neueste Teil ist der sogenannte Ruthvenanbau im Südwesten. Er ist ein dreistöckiges Wohngebäude des 16. Jahrhunderts, das deutlich weniger solider konstruiert ist als die älteren Teile. Die Fenster sind größer, das Mauerwerk zeigt mehr Schmuckelemente, es gibt Reste von gemusterten Bodenfliesen. Wahrscheinlich wurde das Gebäude durch hölzerne Decken und Wände, von denen sich jedoch kaum Spuren erhalten haben, weiter untergliedert.

## Fotos

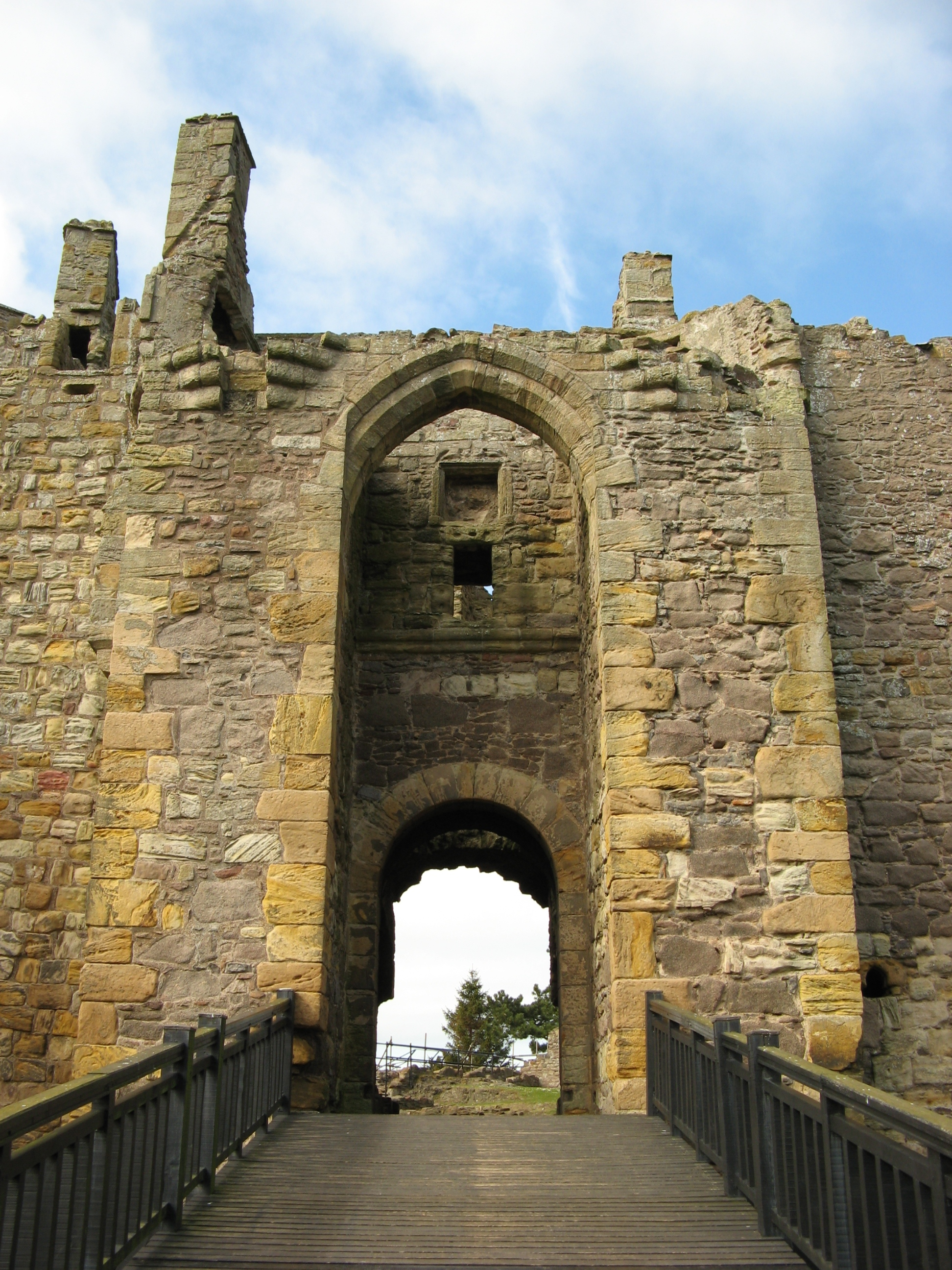
Toranlage
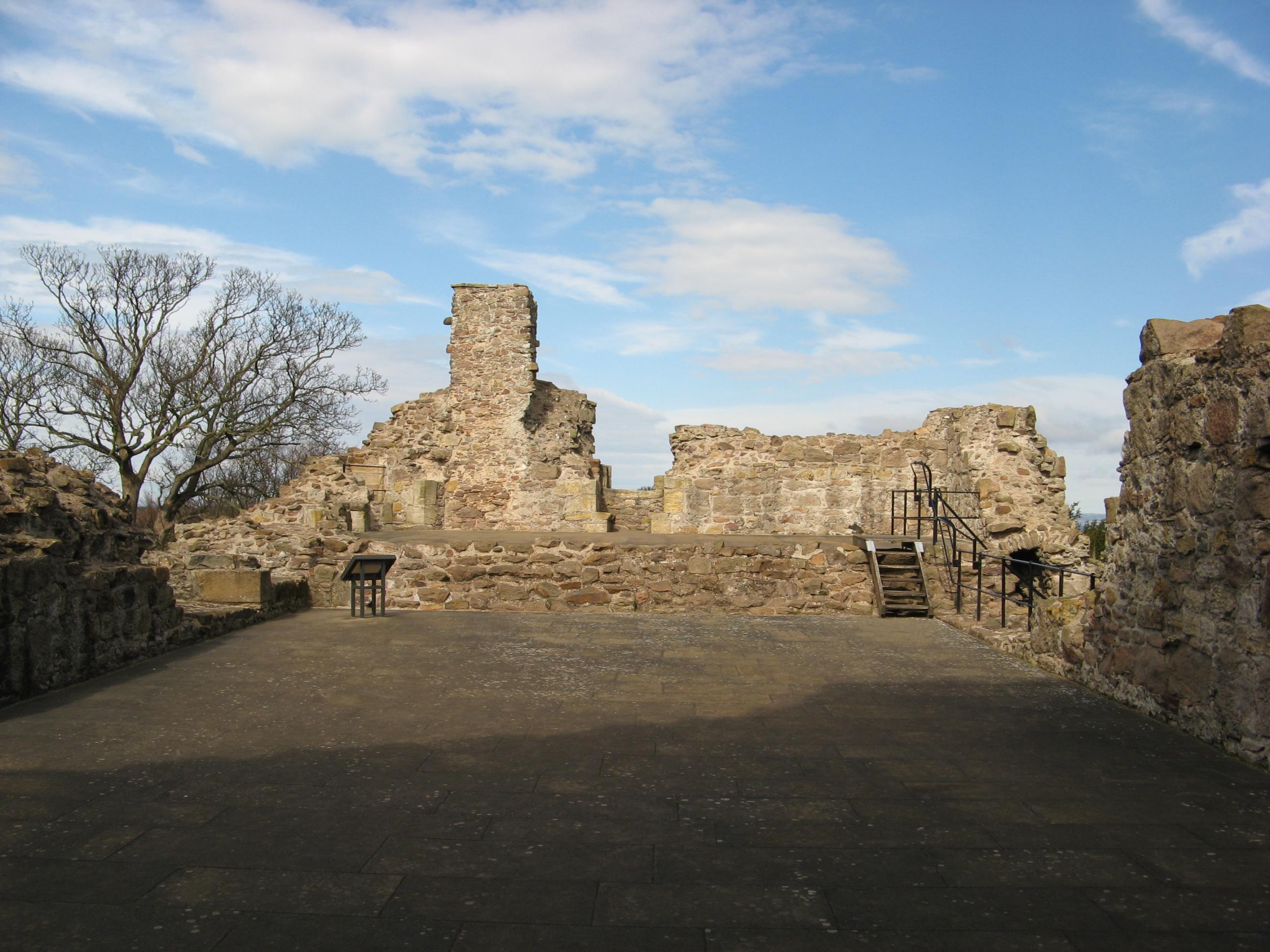
Reste der Haupthalle
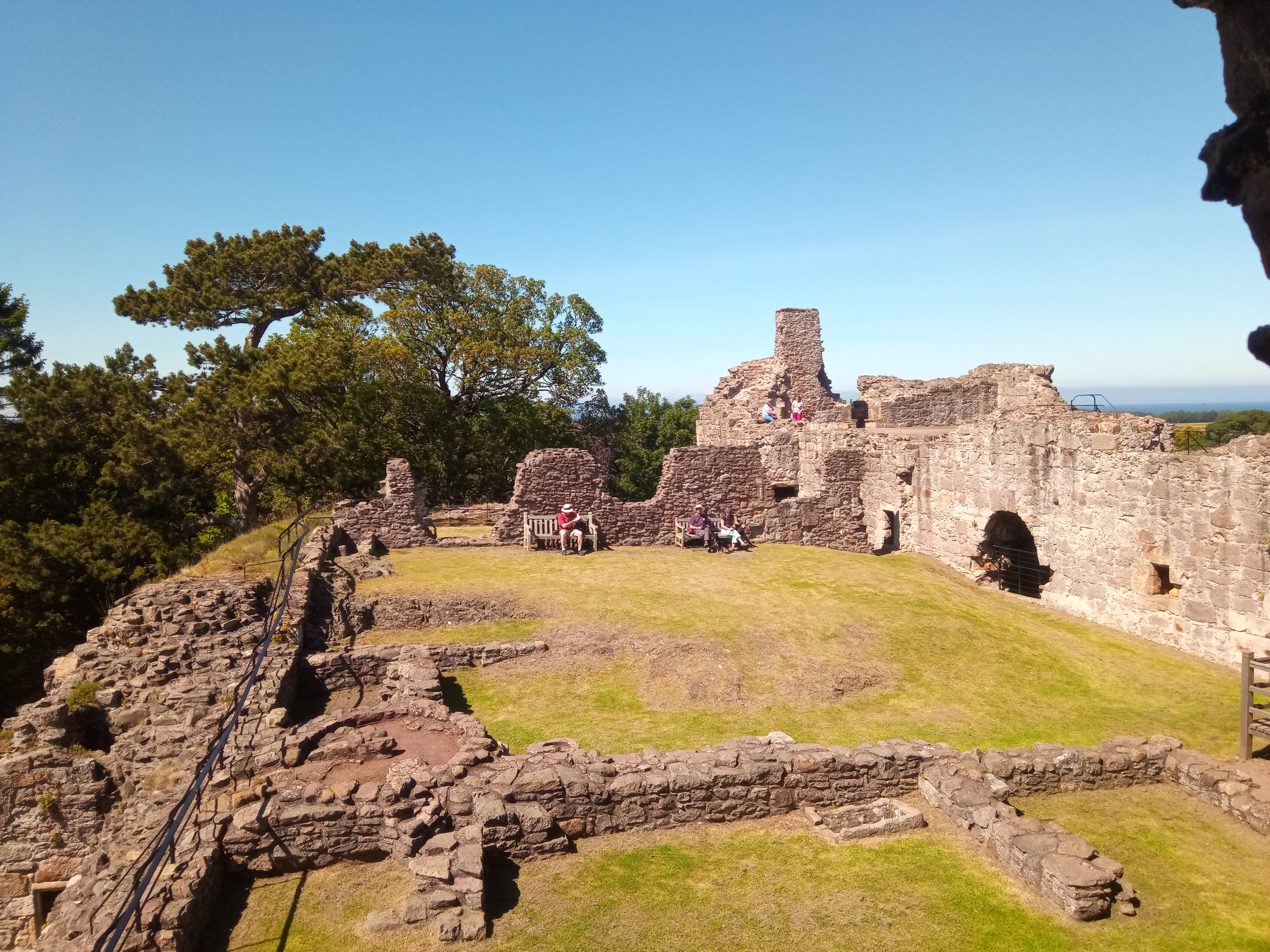
Innenhof
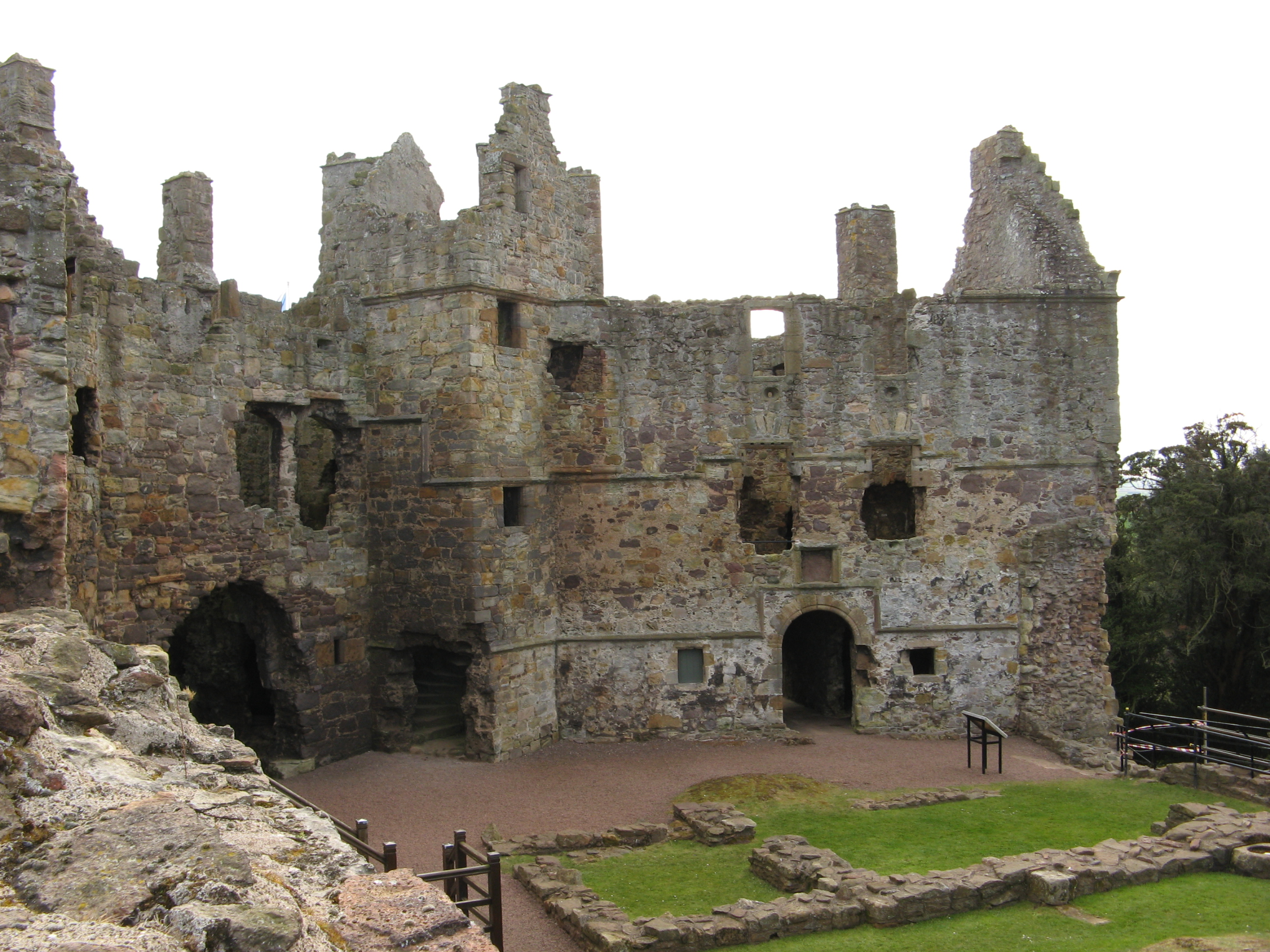
Die Nordfassade des Ruthvenanbaus
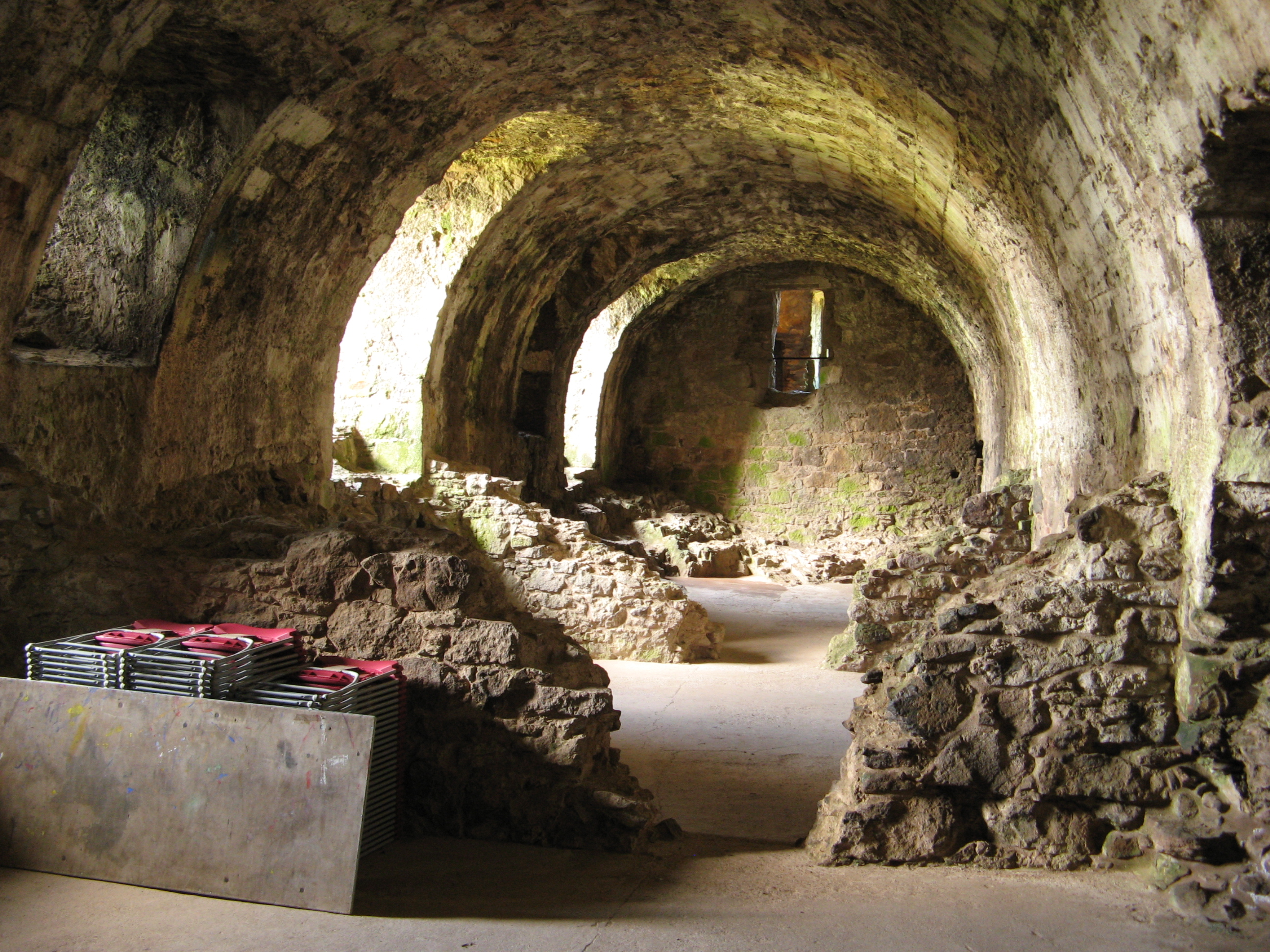
Kellergewölbe im Ostteil
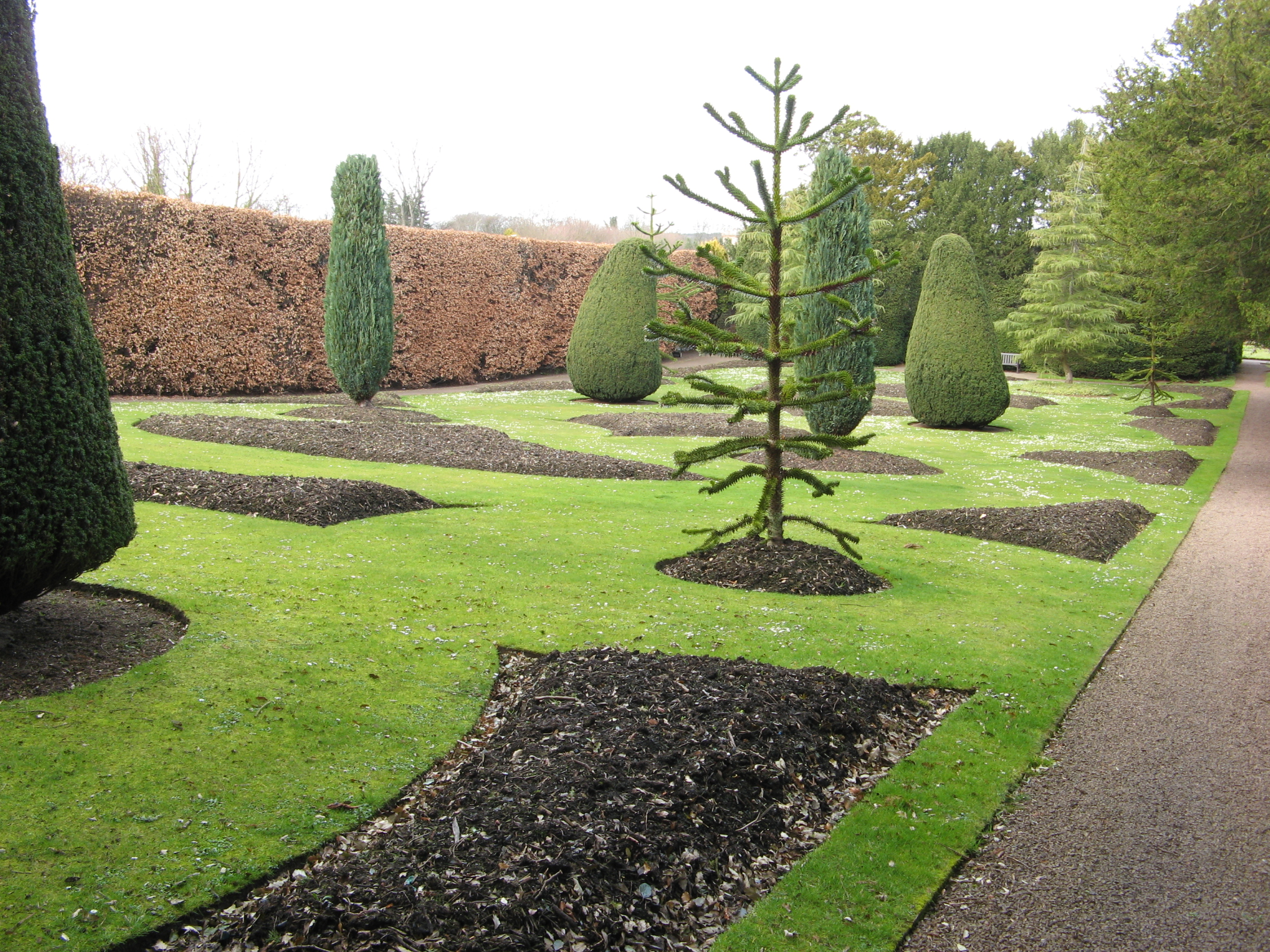
Gartenanlage